# ماشاالله شاهمرادی‌زاده
ماشاءالله شاهمرادی‌زاده (زاده ۱۳۳۹، مشهد) بازیگر و کارگردان سینما و تلویزیون اهل ایران است.

## فیلم‌شناسی

### بازیگری

#### تلویزیونی
- ۱۴۰۳ سر سفره خدا (یاسر غفاری)
- ۱۴۰۲ رستگاری (مسعود ده نمکی)
- ۱۴۰۱ وضعیت زرد ۲ (مجید رستگار)
- ۱۴۰۰ نوروز رنگی (علیرضا مسعودی)
- ۱۴۰۰ آزادی مشروط (مسعود ده‌نمکی)
- ۱۳۹۹ روزهای ابدی (جواد شمقدری)
- ۱۳۹۲ معراجی ها (مسعود ده‌نمکی)
- ۱۳۸۲ روژان (کارگردان)
- ۱۳۸۱ فرستاده (جواد شمقدری)
- ۱۳۷۹ یاس‌های کوچک (حمید بهمنی)
- ۱۳۷۸ آفتاب و زمین (جواد شمقدری)

#### سینمایی
- دم‌سرخ‌ها (۱۳۹۶)
- معراجی‌ها (۱۳۹۲)
- اخراجی‌ها ۳ (۱۳۸۹)
- تردید (۱۳۸۷)
- تهران ۱۵۰۰ (۱۳۸۷)
- دست‌های خالی (۱۳۸۵)
- خیلی دور، خیلی نزدیک (۱۳۸۳)
- مردی شبیه باران (۱۳۷۵)
- آخرین شناسایی (۱۳۷۲)
- بر بال فرشتگان (۱۳۷۱)

### کارگردانی
- پنجشنبه آخر ماه (۱۳۹۰)